# Gonzalo Chacón
Gonzalo Chacón y Martínez del Castillo (Ocaña, 1429-Ocaña, 1507) fue un político e historiador español.
Durante el reinado de Juan II de Castilla, estuvo a las órdenes del valido Álvaro de Luna, y durante el de Enrique IV de Castilla fue contador de la princesa Isabel, luego Isabel la Católica. El hispanista Alan Deyermond le atribuye la Crónica de don Álvaro de Luna (1453) que otros atribuyen a Álvar García de Santa María.

## Biografía
Hijo de Juan Chacón Alfón, alguacil mayor del maestre de la Orden de Santiago Álvaro de Luna, y de su esposa Inés Martínez del Castillo, nació en Ocaña en 1429. Fue I señor de Casarrubios del Monte y Arroyomolinos por merced de los Reyes Católicos en 1469.
Desde 1446 hasta la muerte de Álvaro de Luna en 1453, Gonzalo Chacón aparece presente en varios sucesos del reino, como el asedio de Toledo o el cerco de Palenzuela de 1452. Tras esto, su figura pasó a un segundo plano, condicionado por su apego a Álvaro de Luna, a quien acompañó hasta los últimos momentos antes de su decapitación. Estas y otras razones hacen pensar en él como autor de la Crónica de don Álvaro de Luna.
Pese a esto mantuvo una cercana relación con los infantes Alfonso e Isabel durante el reinado de Enrique IV, lo que provocó que se convirtiera en un compañero fiel a lo largo de toda la trayectoria política de Isabel. Por ello, a partir de 1468 su presencia en el escenario político no hizo más que incrementarse, haciendo que ocupará cargos tales como contador mayor de Castilla, maestresala, guarda mayor y mayordomo mayor de la reina Isabel I de Castilla, que le llamaba afectuosamente "mi padre". También fue contador mayor del príncipe Juan, comendador mayor de Montiel, de la Osa y de Caravaca; fue trece de la Orden de Santiago, alcaide del Cimborrio de Ávila y de los alcázares de Segovia.

## Matrimonio, descendencia y fallecimiento
Contrajo primer matrimonio con Clara Álvarez de Alvarnáez, de noble origen portugués, fue Dama de Santiago y camarera mayor de la reina, y una vez fallecida ésta, contrajo segundas nupcias con María Manrique de Lara, hija de Gabriel Fernández Manrique, I conde de Osorno.
De su primer matrimonio nació su hijo Juan Chacón de Alvarnáez (1452-1503), sucesor de los señoríos de su padre, quien también estuvo al servicio de la Corona de Castilla, y contrajo matrimonio con Luisa Fajardo y Manrique, siendo progenitores de los marqueses de los Vélez.
Gonzalo Chacón falleció en 1507 y fue sepultado junto a su primera mujer en la capilla familiar de la Iglesia de San Juan Bautista de Ocaña.

## En televisión
Gonzalo Chacón tiene un papel destacado en la serie Isabel interpretado por Ramón Madaula. También tiene un papel en la película La corona partida interpretada por el mismo Ramón Madaula.